# Fritz von Thurn und Taxis
Fritz von Thurn und Taxis, eigentlich Friedrich Leonhard Ignatius Josef Maria Lamoral Balthasar Thurn und Taxis (* 22. Juni 1950 in Linz), ist ein österreichischer Journalist. Bekannt wurde er als langjähriger Sportmoderator im Bayerischen Fernsehen. Von 1993 bis 2017 war er als Fußballkommentator für den Pay-TV-Sender Sky (bis 2009 Premiere) tätig.

## Leben
Seine journalistische Laufbahn begann er 1971 beim Bayerischen Rundfunk. Hier war Thurn und Taxis sowohl im Fernseh- als auch im Hörfunkprogramm als Sportreporter und Kommentator tätig und kam bei mehreren Olympischen Spielen, Fußball-, Ski- und Eishockey-Weltmeisterschaften zum Einsatz.
Für seine langjährige Berichterstattung über die Eishockey-Weltmeisterschaften verlieh ihm die Internationale Eishockey-Föderation die goldene IIHF-Medaille. Später übernahm er die Moderation des Sportmagazins Blickpunkt Sport und trat auch als Moderator der Sportschau in der ARD auf. Seine letzte Live-Reportage im öffentlich-rechtlichen Rundfunk erfolgte am 4. Juli 1993, als er das Finale der Basketball-Europameisterschaft 1993 zwischen Deutschland und Russland für den Bayerischen Rundfunk kommentierte. Nachdem der Pay-TV-Sender Premiere (seit Juli 2009 Sky) die Übertragungsrechte für Livespiele der Fußball-Bundesliga erworben hatte, wechselte Thurn und Taxis im August 1993 als Chefkommentator zu dem Privatanbieter. Im Mai 2017 beendete er seine Karriere mit dem DFB-Pokal-Endspiel 2017 zwischen Eintracht Frankfurt und Borussia Dortmund, das er für Sky kommentierte. Im September 2017 kehrte er als festes Mitglied der Eurosport-Sendung #TGIM – DER kicker.tv TALK ins Fernsehen zurück, jedoch endete diese Kooperation nach nur einer Saison. Nach Verkündung des Endes seiner Moderatorentätigkeit wurde der Twitter-Hashtag #Fritzlove zum Trend.
Als Gastkommentator kehrte Thurn und Taxis beim Bundesliga-Übertragungsdebüt vom Streamingsender DAZN am 16. August 2019 (FC Bayern München vs. Hertha BSC) ein letztes Mal hinter das Mikrofon zurück. Im Verlauf der Übertragung schloss er eine Wiederholung der Zusammenarbeit nicht aus, das hatte er auch schon in einem Interview zuvor geäußert.
Am 5. November 2023 kehrte er nochmals wieder ans Mikro zurück. Für MagentaSport war er zusammen mit Patrick Ehelechner Kommentator der DEL-Eishockey-Begegnung Augsburger Panther vs Nürnberg Ice Tigers. Er war auch der erste Live-Kommentator eines DEL-Spiels 1993 bei Premiere, wo er neben Fußball auch die Deutsche Eishockey Liga begleiten durfte.
Nach wie vor nimmt Fritz von Thurn und Taxis öffentlich zu Fragen des Fußballs Stellung, so zum Beispiel 2020 im Interview mit der Tageszeitung Augsburger Allgemeine oder 2022 im Gespräch mit Wolff-Christoph Fuss bei Sky Sport.

## Herkunft und Familie
Fritz von Thurn und Taxis entstammt der böhmischen Linie des früheren Fürstenhauses Thurn und Taxis als ein Sohn von Johann Thurn und Taxis (1908–1959) und dessen Frau Maria Julia (1919–2008, ⚭ 1939 in Prag), geb. Lobkowicz.
Thurn und Taxis ist seit 1977 verheiratet.